# Орлин Загоров
Орлин Тихомиров Загоров е български общественик и философ от турски произход.

## Биография
Роден е на 17 юли 1936 година в село Дюлица в турско семейство като Шукри Тахиров. Член е на БКП от 1969 г. Завършва философия в Софийския университет „Климент Охридски“ през 1966 г., след което работи като журналист и преподавател. От 1967 г. преподава в Кърджали в Института за начални и прогимназиални учители, а впоследствие работи в Окръжния народен съвет. От 1980 до 1982 г. е секретар, заместник-председател и първи заместник-председател на Изпълнителния комитет на Окръжния народен съвет в Кърджали. Назначен е за заместник-председател на Съвета за развитие на духовните ценности на обществото към Държавния съвет на НРБ (от 1982), член на Комитета за култура, д-р на философските науки и става един от активните привърженици на Възродителния процес. През годините 1974 и 1985 защитава дисертации съответно за кандидат и доктор на философските науки. 1989 е годината, когато е избран за професор по философия в Техническия университет. Изследванията му са в областта на социалната философия, философската антропология, политологията и философия на екологията и устойчивото развитие. Това са и основните му научни интереси. Член е на НС на ОФ. Професор Орлин Загоров е член на Борда за международни изследвания на Американския биографичен институт и е номиниран от международния биографичен център Кеймбридж – Англия, и 

## Книги
- Алевизмът
- Алевизмът. Том 2
- България в Европа на нациите
- България. Европа. Славянство
- Българска национална идея
- Възродителният процес
- Възпитание и толерантност
- Духът. Философски размишления
- Духовната криза
- Европа и славянският свят
- Единението
- Европейската идентичност със славянска духовност
- Общуване и духовно единство
- Истината
- Идеалът
- Към философията на човека
- Конфликт и сигурност
- Критика на пантюркизма
- Модерният национализъм. Европейски модел. Тенденции на развитие
- Нова културна стратегия
- Национална идентичност и европейска интеграция
- Обединена Европа и славянска духовност
- Общуване и духовно единство
- Смисълът
- Славянската духовност на европейската мечта
- Увод в екософията
- Увод в културологията
- Устойчивото развитие
- Философия и хуманизъм
- Философска антропология
- Философията като култура на духа

## Книги със съвместно авторство
- Тероризмът – с Николай Йорданов
- Възпитание в толерантност – с Тамара Загорова
- Хуманистична цивилизация – с Николай Йорданов
- Проблеми на социалистическата семейна празнично-обредна система – с Йордан Николов
- Към философия на религията – с Николай Йорданов
- Политика Власт Сигурност – с Николай Йорданов
- Цивилизационен избор – с Николай Йорданов
- Изповеди български – с Асен Севарски
- За да оцелеем – с Николай Йорданов
- Проблеми на развитието на българската народност и нация – с Георги Янков, Страшимир Димитров